# Suszno
Suszno – wieś w Polsce położona w województwie lubelskim, w powiecie włodawskim, w gminie Włodawa. Wieś rozciąga się na przestrzeni ponad 2 km od Bugu (część wsi Rybitwa) do drogi wojewódzkiej nr 812 (Szerokie) przecinając drogę 816. 
| SIMC    | Nazwa          | Rodzaj    |
| ------- | -------------- | --------- |
| 1026020 | Nadolszana     | część wsi |
| 1026125 | Rybitwa        | część wsi |
| 0109866 | Suszno-Kolonia | część wsi |
| 1026208 | Szerokie       | część wsi |

Wieś jest sołectwem w gminie Włodawa. Według Narodowego Spisu Powszechnego z roku 2011 wieś liczyła 1053 mieszkańców.
We wsi znajduje się siedziba nadleśnictwa Włodawa oraz cmentarz żołnierzy Armii Radzieckiej. Wierni Kościoła rzymskokatolickiego należą do parafii św. Ludwika we Włodawie.

## Historia
W latach 1385–1730 Suszno należało do Wielkiego Księstwa Litewskiego. Wieś magnacka położona była w końcu XVIII wieku w powiecie brzeskolitewskim województwa brzeskolitewskiego. Po roku 1815 do 1920 istniała tutaj mennica fałszywych pieniędzy. Po I wojnie światowej istniała tutaj krochmalnia, a później cegielnia, która zakończyła swą działalność w 1968; obecnie jest własnością prywatną.
W latach 1975–1998 miejscowość administracyjnie należała do województwa chełmskiego.